# Hồng ngọc (thực vật)
Hồng ngọc hay hòn ngọc Viễn Đông, minh điền (danh pháp hai phần: Medinilla cummingii) là tên một loài thực vật có hoa trong họ Mua. Đây là loài đặc hữu của Philippines, sống ở độ cao 700–1000 m.
Cây hồng ngọc thuộc dạng cây bụi, chiều cao từ 1 đến 2 m. Cây có nhiều hoa nhỏ dạng chùy tạo thành chùm hoa dài đến 25 cm. Quả cây có đường kính 5–7 mm, khi chín có màu từ hồng đến tím, tím đậm.